# 아샤 데이비스

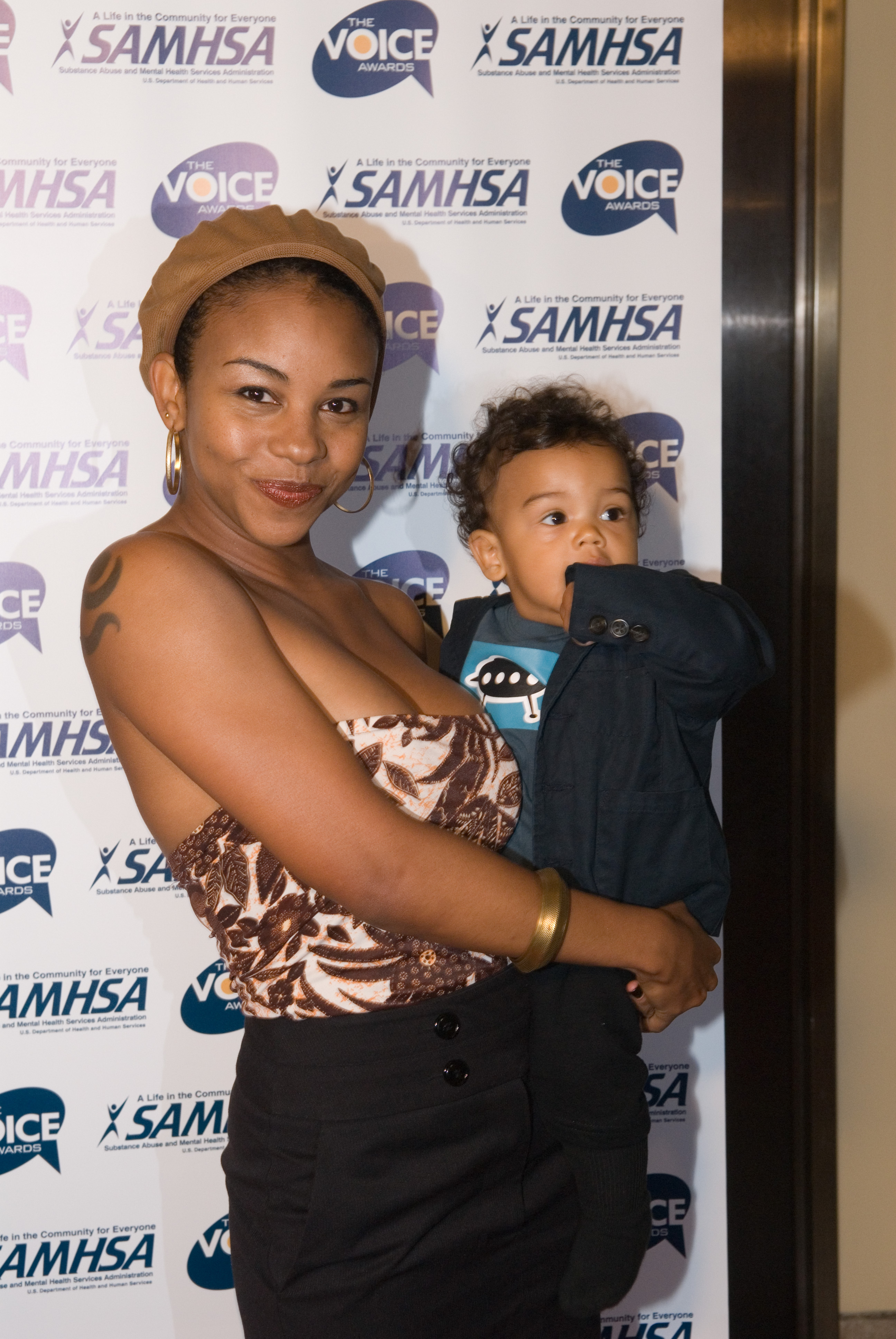

아샤 데이비스(Aasha Davis, 1973년 8월 17일 ~ )는 미국의 배우, 텔레비전 배우, 영화배우이다.
미국에서 태어났다.

## 방송
- 프라이데이 나잇 라이츠 1

## 영화
- 파리아 (2011년) - 비나 역
- 프라이데이 나잇 라이츠 (2006년)
- 아메리칸 건 (2005년)
- 웨이트 (2004년)
- 길모어 걸스 (2000년)